# 지미 셰이
제임스 에드먼드 "지미" 셰이 주니어(영어: James Edmund "Jimmy" Shea Jr., 1968년 6월 10일~)는 미국의 스켈레톤 선수이다. 2002년 동계 올림픽 남자 스켈레톤 경기에서 금메달을 획득했으며, 세계 선수권 대회에서 금메달 1개, 은메달 1개, 동메달 1개를 획득했다.